# الأكاديمية العسكرية في هيئة الأركان العامة للقوات المسلحة الروسية
الأكاديمية العسكرية في هيئة الأركان العامة للقوات المسلحة الروسية (بالروسية: Военная академия Генерального штаба Вооруженных сил Российской Федерации)  هي مدرسة عسكرية، تأسست في 1831، في روسيا.